# 周钦岳
周钦岳（1898年—1984年），重庆巴县人，中华人民共和国政治人物。
担任西南行政委员会委员、副秘书长。1954年，当选第一届全国人民代表大会代表。